# Anthony Sowell
Anthony Edward Sowell (19. srpna 1959, Cleveland – 8. února 2021, Columbus), známý jako „Clevelandský škrtič“, byl americký sériový vrah. Byl zatčen v říjnu 2009 pro podezření z vražd 11 žen.

## Životopis

### Mládí
Anthony Sowell se narodil v East Clevelandu, byl jedním ze tří dětí narozených svobodné matce Claudii. Po smrti své matky se všechny děti dostaly do péče své tety. Sowell později řekl, že jej teta týrala. Sám přitom znásilňoval svou mladší sestru.

### Vojenská služba
Roku 1978 se Sowell přihlásil k námořnictvu. Byl cvičen v Parris Islandu v Jižní Karolíně, sloužil na americké základně v japonské Okinawě. Roku 1985 byl v hodnosti desátníka propuštěn. Získal několik ocenění.

### První věznění a život před vraždami
V roce 1989 doprovázel Sowell domů ženu, která byla ve třetím měsíci těhotenství. Před jejím domem jí svázal a znásilnil. Byl odsouzen na 15 let vězení. Byl propuštěn v roce 2005.
Sowell se později vrátil do Clevelandu, kde pracoval v továrně jako elektrikář až do roku 2007, kdy byl propuštěn a byl nezaměstnaným. Sousedé později říkali, že si vydělával na živobytí prodejem šrotu. Z jeho domu se začal od května šířit podivný zápach. Ten byl ale připisován nedaleké továrně na uzeniny, která kvůli stížnostem dokonce provedla rozsáhlou renovaci, ale marně.

### Zatčení a odsouzení
V září 2009 pozval Sowell k sobě domů ženu. Po několika skleničkách ji uhodil, dusil ji a znásilnil. Dne 29. října jej přijela policie zatknout. Místo toho však našla dvě těla ve značném stadiu rozkladu. Sowell ještě před příjezdem policie uprchl, za dva dny však byl zatčen. Policie později nalezla další těla.
Těla byla zanechána v sklepě, jiná pohřbena na zahradě. K nejhrůznějším objevům patřil objev ženské lebky ve kbelíku. Všechny ženy byly uškrceny.
Sowell před soudem trval na své nevině, žádné důkazy ale jeho tvrzení nepodpořily. Dne 12. srpna 2011 byl Sowell odsouzen k trestu smrti. Jeho obhájci se poté pokoušeli zachránit situaci tím, že přinášeli informace o Sowellově problematickém dětství nebo o jeho dobré službě v námořní pěchotě. Soudce ale ke zmírnění trestu na doživotí bez možnosti předčasného propuštění nepřistoupil.
Po Sowellově odsouzení v prosinci 2011 byl jeho dům na adrese 12205 Imperial Avenue z nařízení městského úřadu zbořen. Trest si odpykával v Chillicothe Correctional Institution. Mluvčí ohijského odboru nápravných zařízení sdělila, že se nalézá v terminálním stadiu nemoci a proto byl převezen do Franklin Medical Center. Zemřel v pondělí 8. února 2021 v 15.21 v Columbusu v Ohiu.

## Oběti
1. Crystal Dozier, 38 let, zmizela v květnu 2007
2. Tishana Culver, 31 let, zmizela v červnu 2008
3. Leshanda Long, 25 let, zmizela v srpnu 2008
4. Michelle Mason, 45 let, zmizela v říjnu 2008
5. Tonia Carmichael, 53 let, zmizela v prosinci 2008
6. Nancy Cobbs, 43 let, zmizela v dubnu 2009
7. Amelda Hunter, 47 let, zmizela v dubnu 2009
8. Telacia Fortson, 31 let, zmizela v červnu 2009
9. Janice Webb, 49 let, zmizela v červnu 2009
10. Kim Smith Yvette, 44 let, zmizela v červenci 2009
11. Diane Turner, 38 let, zmizela v září 2009